# Fonds-Verrettes (sección)
La sección de Fonds-Verrettes es la única sección de comuna de la comuna haitiana de Fonds-Verrettes.

## Demografía
| Gráfica de evolución demográfica de Fonds-Verrettes entre 2009 y 2015 |
|                                                                       |

Los datos demográficos contemplados en este gráfico de la sección de comuna de Fonds-Verrettes son estimaciones que se han cogido para los años 2009, 2012 y 2015 de la página del Instituto Haitiano de Estadística e Informática (IHSI). 